# Isla Dawn
Courtney Stewart (Glasgow, 21 de abril de 1989) é uma lutadora profissional escocesa. Ela é mais conhecida por sua passagem na WWE, onde se apresentou sob o nome de ringue Isla Dawn. Ela foi uma das metades do The Unholy Union com Alba Fyre, com quem foi por uma ocasião campeã de duplas femininas da WWE. Ela também foi uma vez e a última vencedora do Campeonato de Duplas Femininas do NXT com Alba Fyre.

## Carreira na luta livre profissional

### Circuito independente (2013–2018)
Em 17 de outubro de 2014, Stewart fez sua estreia na Tidal Championship Wrestling, derrotando Ruby Summers em seu evento Dark Waters. Em 3 de março de 2016, no evento Under Pressure da Reckless Intent, Stewart derrotou Nikki Storm na primeira luta feminina da promoção. Em 20 de março, Stewart competiu no primeiro show de luta profissional exclusivamente feminino da Pro-Wrestling: EVE em Londres, intitulado "Let's Make History!", perdendo para April Davids por submissão.
Stewart fez sua estreia na World Wonder Ring Stardom quando foi anunciada como um dos doze nomes competindo no torneio 5★Star Grand Prix de 2016. De 21 de agosto a 9 de setembro, ela competiu no bloco "Red Stars", conquistando duas vitórias e tendo quatro derrotas, terminando com um total de quatro pontos.

### WWE

#### NXT UK (2018–2022)
No episódio do Raw, em 6 de novembro de 2017, , Dawn lutou sob o nome de Stacy Coates, perdendo para Asuka. Dawn competiu no torneio Mae Young Classic de 2018. Ela foi eliminada na primeira rodada após ser derrotada por Nicole Matthews em 8 de agosto de 2018.
Em 18 de junho de 2018, durante o primeiro dia do Torneio pelo Campeonato do Reino Unido, Dawn fez sua estreia no NXT em uma luta triple threat para determinar a desafiante número um ao Campeonato Feminino do NXT, onde foi derrotada por Toni Storm, em um combate que também envolvia Killer Kelly. Em 25 de agosto (indo ao ar em 21 de novembro), ela competiu na primeira rodada do Torneio pelo Campeonato Feminino do NXT UK, perdendo para Storm. No episódio de 31 de outubro do NXT UK, Dawn obteve sua primeira vitória televisionada ao derrotar Nina Samuels. No episódio de 19 de dezembro do NXT UK, Dawn lutou contra Rhea Ripley pelo Campeonato Feminino do NXT UK, sendo derrotada. No episódio de 19 de junho de 2019 do NXT UK, Dawn competiu em uma battle royal para determinar a desafiante número um ao Campeonato Feminino do NXT UK, que foi vencida por Kay Lee Ray. Em 30 de abril de 2020 (episódio gravado em 15 de junho de 2019), Dawn lutou contra Shayna Baszler pelo Campeonato Feminino do NXT, mas não conseguiu conquistar o título.
No episódio de 11 de fevereiro de 2021 do NXT UK, Dawn lutou contra a estreante Meiko Satomura, sendo derrotada. Em março, começaram a ser exibidas vinhetas de Dawn conduzindo leituras ocultas por meio de um tabuleiro ouija e cartas de tarô. No episódio de 25 de março do NXT UK, Dawn retornou e derrotou Aleah James. No episódio de 1 de abril do NXT UK, Dawn atacou Emilia McKenzie, que estava fazendo seu retorno, tornando Dawn heel no processo. Na semana seguinte, ela se juntou à campeã feminina do NXT UK Kay Lee Ray, e enfrentou Satomura e McKenzie no NXT UK: Prelude, mas elas foram derrotadas. No episódio de 15 de abril do NXT UK, Dawn derrotou McKenzie. No episódio de 13 de maio do NXT UK, Dawn competiu em uma luta gauntlet para determinar a desafiante número um ao Campeonato Feminino do NXT UK, que foi vencida por Satomura. Nos meses seguintes, Dawn pegou itens de várias lutadoras da divisão feminina para um ritual.
No episódio de 24 de fevereiro de 2022 do NXT UK, Dawn interrompeu a comemoração da campeã feminina do NXT UK, Meiko Satomura, querendo uma chance pelo título, então atacando Satomura e roubando suas flores. Ela recebeu sua luta pelo título no episódio de 24 de março do NXT UK, mas foi derrotada. Após a luta, Dawn roubou o cinturão do título. No episódio de 14 de abril do NXT UK, Dawn devolveu o cinturão para Satomura, mas exigiu outra luta sob suas próprias regras "caóticas", logo após cuspindo uma névoa negra no rosto de Satomura. No episódio de 5 de maio do NXT UK, Dawn conseguiu sua revanche contra Satomura em uma luta World of Darkness, mas falhou novamente em conquistar o título. No episódio de 23 de junho do NXT UK, Dawn retornou e derrotou Myla Grace. No episódio de 21 de julho do NXT UK, Dawn derrotou Fallon Henley do NXT 2.0. No episódio de 4 de agosto do NXT UK, Dawn lutou contra Blair Davenport para determinar a desafiante número um ao Campeonato Feminino do NXT UK, em um combate que terminou sem resultado. No episódio final do NXT UK, Dawn competiu em uma luta four-way de eliminação para determinar a desafiante número um ao Campeonato Feminino do NXT UK, que foi vencida por Davenport.

#### The Unholy Union (2022–2025)
No episódio de 15 de novembro do NXT, Dawn fez sua primeira aparição na marca americana ao interferir na luta Last Woman Standing pelo Campeonato Feminino do NXT, cuspindo névoa negra no rosto de Alba Fyre e, em seguida, empurrando-a de uma escada para a mesa de comentaristas, permitindo que Mandy Rose mantivesse seu título. Ela fez sua estreia no ringue no episódio de 6 de dezembro do NXT ao derrotar Thea Hail. Após a luta, Dawn foi atacada por Fyre e borrifou névoa venenosa que era destinada a Alba Fyre rosto de um árbitro. Quatro dias depois, no Deadline, as duas tiveram uma luta onde Dawn foi vitoriosa. No episódio de 3 de janeiro de 2023 do NXT, Dawn lutou contra Fyre em uma luta Extreme Resolution, onde foi derrotada. No episódio de 13 de janeiro do NXT Level Up, Dawn derrotou Jakara Jackson. Em 1º de abril, no Stand & Deliver, Dawn e Fyre derrotaram Fallon Henley e Kiana James para conquistarem o Campeonato de Duplas Femininas do NXT, tornando-se este o primeiro título da carreira de Dawn.
Como parte do Draft da WWE de 2023, Dawn, junto com sua companheira de equipe Fyre, foi transferida para a marca SmackDown. Dawn e Fyre fizeram sua estreia no SmackDown em 19 de maio de 2023, derrotando Valentina Feroz e Yulisa Leon. No episódio de 9 de junho do SmackDown, Dawn e Fyre foram confrontadas pelas campeãs de duplas femininas da WWE Ronda Rousey e Shayna Baszler, que as desafiaram para uma luta de unificação onde Dawn e Fyre perderam a luta no episódio de 23 de junho do SmackDown e foram reconhecidas como as últimas campeãs de duplas femininas do NXT. Dawn e Fyre retornaram no episódio de 22 de dezembro do SmackDown para atacar o Damage CTRL durante a luta Holiday Havoc. A equipe de Fyre e Dawn foi posteriormente chamada de The Unholy Union.
Na Noite 1 do Draft de 2024 da WWE, Dawn e Fyre foram transferidas para o Raw. Em 15 de junho de 2024 no Clash at the Castle: Scotland, The Unholy Union derrotou Bianca Belair e Jade Cargill pelo Campeonato de Duplas Femininas da WWE em uma luta de duplas triple threat também envolvendo Shayna Baszler e Zoey Stark, tornando The Unholy Union a segunda dupla feminina a vencer os Campeonatos de Duplas Femininas da WWE e do NXT. Em 30 de julho, Dawn e Fyre defenderam com sucesso os títulos contra Lash Legend e Jakara Jackson do The Meta-Four na primeira semana do NXT: The Great American Bash. Elas perderam o título de volta para Belair e Cargill no Bash in Berlin. Em 8 de fevereiro, Dawn foi liberada da WWE.

## Outras mídias
Isla Dawn fez sua estreia em videogames como personagem jogável no WWE 2K24 e também aparece no WWE 2K25.

## Títulos e prêmios
- Pro Wrestling Illustrated
  - PWI a colocou na #96ª posição das 100 melhores lutadoras individuais no PWI Women's 100 em 2019[59]
  - PWI a colocou na #53ª posição das 100 melhores duplas no PWI Tag Team 100 em 2022 – com Alba Fyre[60]
- WWE
  - Campeonato de Duplas Femininas da WWE (1 vez) – com Alba Fyre[61]
  - Campeonato de Duplas Femininas do NXT (1 vez, final) – com Alba Fyre[62]